# Almirante (película)
Almirante (en ruso: Адмиралъ) es una película histórica rusa estrenada en octubre de 2008 sobre el explorador polar, almirante de la marina imperial y líder del Movimiento Blanco (anticomunista), Aleksandr Kolchak, cuya acción transcurre entre 1916 y 1920. Fue dirigida por Andréi Kravchuk.

## Argumento
La película, basada en hechos reales, narra el célebre triángulo amoroso entre el almirante Aleksandr Kolchak, su esposa  y la poeta Anna Timiriova, esposa de uno de sus subalternos. Esta extensa relación atraviesa los últimos coletazos del Imperio ruso, el Gobierno Provisional Ruso de Kérenski y la Guerra civil rusa. La acción transcurre de 1916 a 1920.
Kolchak, interpretado con gran credibilidad por Konstantín Jabenski,  es un líder nato en las unidades que comanda y muy respetado entre sus pares, sus acertadas decisiones logran salvar muchas situaciones en escenarios bélicos difíciles, tanto que en un principio los propios Revolucionarios que derrocaron al zarismo le muestran cierto respeto; pero no puede evitar enamorarse de Anna, esposa de uno de sus más fieles subordinados y amigos y quien apenas logró sobrevivir a las purgas de oficiales. La relación transcurre a la vez que se desmorona el zarismo. Kolchak es el último almirante que es nombrado por Nicolás II para la flota del Mar Negro en Sebastopol.
Es nombrado en 1919 como Gobernante Supremo de Rusia blanca, su zona de influencia se extendía de los Urales, a Siberia y el Extremo Oriente ruso en oposición a los Bolcheviques, los cuales tienen las de ganar por su control de las zonas industriales de la Rusia europea, además el general Frances Maurice Janin, al mando de la Legión Checoslovaca contraria a los rojos, intimidado por un comisario político, decide entregarles a Kolchak quien ya había enviado a su esposa e hijo a refugiarse en Francia; Anna exige ser detenida alegando ser la esposa del almirante, él y su primer ministro Pepeliáev son fusilados por los rojos y sus cuerpos lanzados al río Angara, temiendo una operación de rescate ya en curso por el general Vladímir Kápel.
En los años 1960 Anna, habiendo sobrevivido al Gulag varias veces y ya rehabilitada sirve de extra en una escena de baile de Guerra y Paz del director Bondarchuk, al cual el comisario político le recrimina emplear a la esposa de un enemigo de la revolucion en una película patriótica pero el director no cede, con la música que se toca en escena Anna recuerda con ilusion el vals que jamás pudo bailar con el Almirante.
En el epílogo se muestra el destino de Anna, su esposo Serguei y la familia de Kolchak.

## Reparto

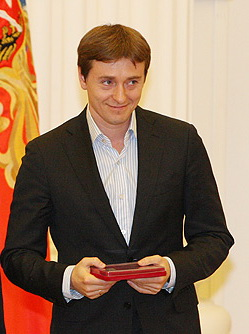
Los tres actores principales de la película Almirante Konstantín Jabenski, Yelizaveta Boiárskaia y Serguéi Bezrúkov (en la foto) son ya célebres en Rusia.

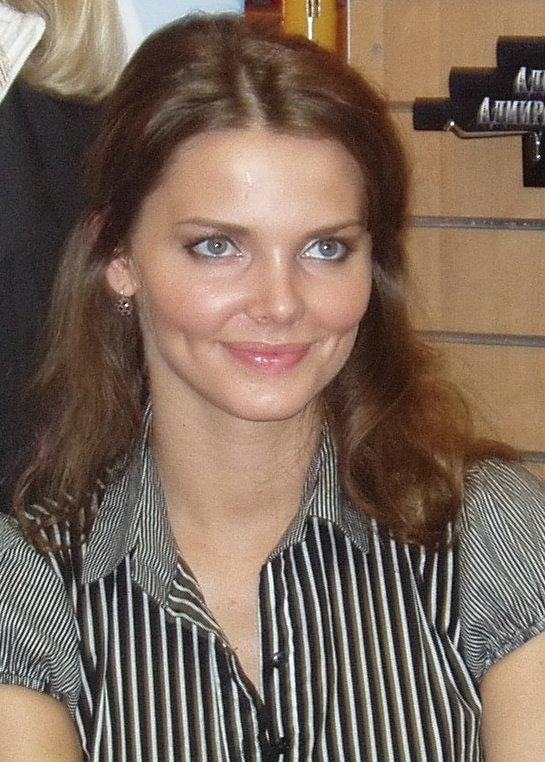
Elizaveta Boiárskaia es Anna Timiriova.

- Konstantín Jabenski: Almirante Aleksandr Kolchak
- Serguéi Bezrúkov: General Vladímir Kápel
- Yelizaveta Boiárskaia: Anna Timiriova
- Anna Kovalchuk: Sofía Kolchak, esposa de Aleksandr Kolchak
- Yegor Beróyev: Contraalmirante Mijaíl Smirnov
- Richard Bohringer: General Maurice Janin
- Víktor Verzhbitski: Aleksandr Kérenski
- Nikolái Burliáyev: Nicolás II de Rusia
- Fiódor Bondarchuk: director de cine Serguéi Bondarchuk
- Vladislav Vetrov: Sergey Timiryov

## Producción
El rodaje duró más de dos años. Moscú, San-Petersburgo, Sebastopol, Torzhok y Irkutsk fueron algunas de las ciudades donde el rodaje tuvo lugar. El trabajo en la imagen tomó 4 años. El rodaje duró un año y medio con un descanso de 2-3 meses.
La escena de la batalla que duró 12 minutos en la película fue filmada durante el período de un mes completo. La película cuenta con más de 24 000 efectos especiales
Para la película, Jabenski tuvo que usar un corsé ortopédico debido a una mala postura.

### Estreno
La primera proyección de la película tuvo lugar el 9 de octubre de 2008.

### Recepción
Tuvo una nota media por parte de la crítica rusa.
Se señaló que la película fue realizada según los estándares de Hollywood para películas sobre el amor entre un hombre y una mujer (como "Titanic") y tiene muchos errores graves. Para idealizar y heroizar al almirante Kolchak, la película mostró eventos ficticios.
Historiadores militares y oficiales navales publicaron una carta abierta en el periódico del Ministerio de Defensa en protesta por las hazañas militares ficticias de Kolchak (la película muestra a Kolchak hundiendo personalmente un crucero alemán "SMS Friedrich Carl" en abril de 1916, pero el crucero se hundió el 17 de noviembre de 1914, sin la participación de Kolchak; Kolchak nunca comandó el crucero de batalla "Slava", porque no existía tal barco en la Armada Imperial Rusa, y el acorazado "Slava" estaba comandado por otros dos oficiales navales, cuyos éxitos los realizadores atribuyeron a Kolchak).
En Estados Unidos, Leslie Felperin de Variety escribió: "Estrictamente como película, sin embargo, Almirante es lo suficientemente entretenida en un estilo retro de Doctor Zhivago/Guerra y Paz, con sus grandes piezas, disfraces suntuosos y música orquestal cargado de cuerdas. Para todos los efectos, la película representa una imagen especular virtual de esas viejas películas patrióticas de la era soviética en las que los rojos eran los héroes y el ejército blanco los malos".

## Premios
- MTV Russia Movie Awards[11]
  - La mejor película
  - Mejor actor masculino (Konstantin Khabensky)
  - Mejor actriz (Elizaveta Boyarskaya)
  - Mejor escena espectacular
- Premios Golden Eagle[12]
  - Mejor actor masculino (Konstantin Khabensky)
  - Mejor fotografía
  - Mejores disfraces
  - Mejor sonido